# Ryusei Maru

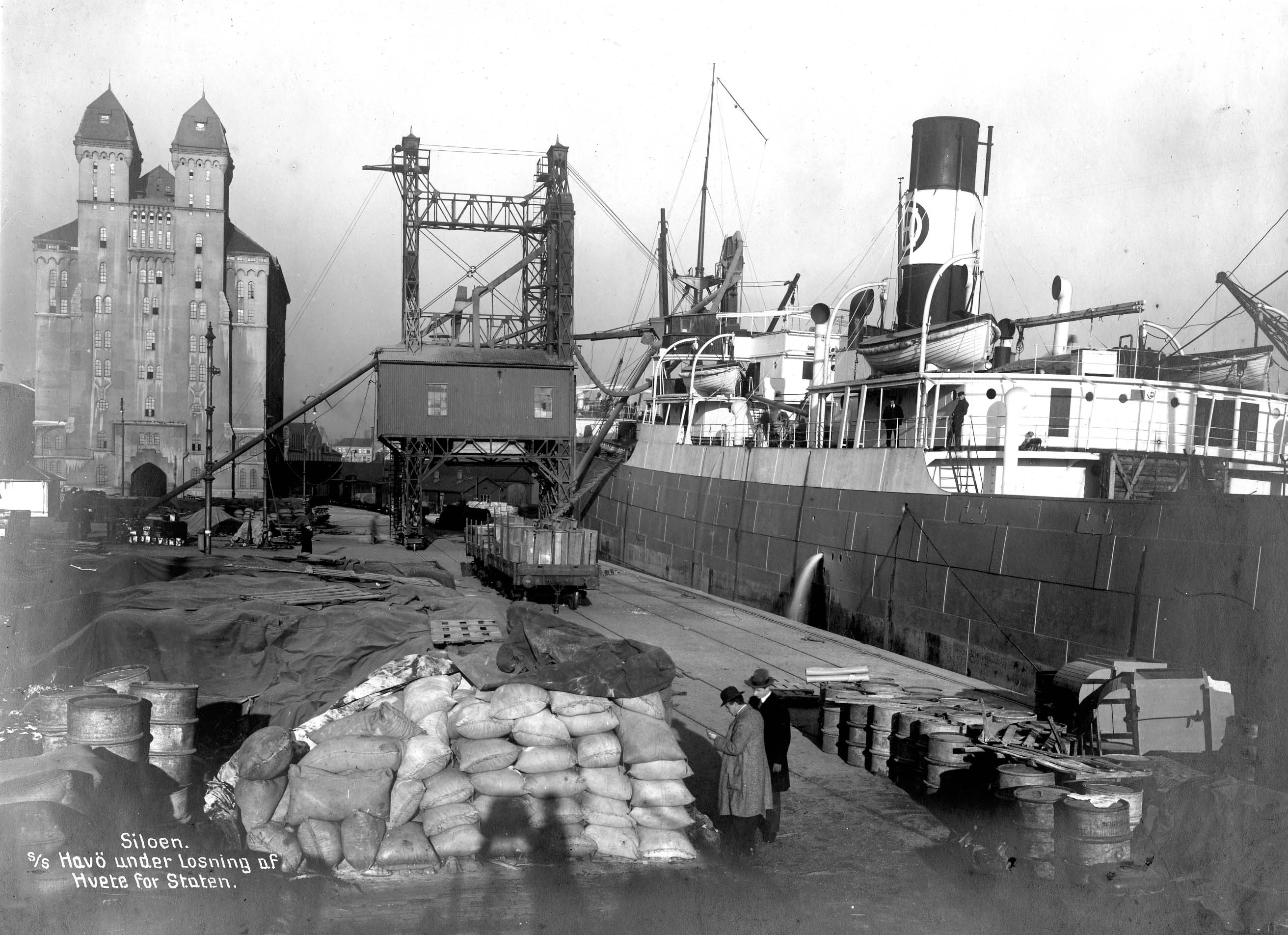
Au bord de l'eau à Oslo.

Le Ryusei Maru était un navire de transport japonais construit en 1911. À partir de 1938, il fait partie de la marine impériale japonaise. Le 25 février 1944, il est torpillé et coulé par le sous-marin américain USS Rasher à une quarantaine de kilomètres au nord de Bali. Il y eut environ 5 000 morts.
Le même jour, le USS Rasher coulait également le cargo Tango Maru, tuant quelque 3 000 travailleurs javanais et des centaines de prisonniers de guerre.

## Référence
- (en) Cet article est partiellement ou en totalité issu de l’article de Wikipédia en anglais intitulé « SS Ryusei Maru » (voir la liste des auteurs).